# David Pavelka
David Pavelka (ur. 18 maja 1991 w Pradze) – czeski piłkarz grający na pozycji środkowego pomocnika. Od 2020 jest zawodnikiem klubu Sparta Praga.

## Kariera klubowa
Swoją karierę piłkarską Pavelka rozpoczął w klubie Sparta Praga. W 2009 roku został zawodnikiem rezerw Sparty. 14 listopada 2009 zadebiutował w nich w drugiej lidze w wygranym 3:2 wyjazdowym meczu z SFC Opava. W 2011 roku został też członkiem pierwszej drużyny. 2 maja 2011 zaliczył debiut w pierwszej lidze w zremisowanym 2:2 wyjazdowym meczu z FK Teplice. W sezonie 2010/2011 wywalczył ze Spartą wicemistrzostwo Czech.
Latem 2011 roku Pavelka został wypożyczony do 1. FC Slovácko. Swój debiut w tym klubie zanotował 21 sierpnia 2011 w zremisowanym 1:1 wyjazdowym spotkaniu z Sigmą Ołomuniec. W 1. FC Slovácko grał przez rok, a latem 2012 wrócił do Sparty.
Na początku 2013 roku Pavelka zmienił klub i podpisał kontrakt ze Slovanem Liberec. W zespole Slovana zadebiutował 23 lutego 2013 w wygranym 1:0 domowym meczu z FK Baumit Jablonec. W maju 2015 wystąpił w wygranym po serii rzutów karnych finale Pucharu Czech z Jabloncem (po 120 minutach był wynik 1:1).
W 2016 roku Pavelka przeszedł do Kasımpaşa SK. Zadebiutował w nim 25 stycznia 2016 w zremisowanym 1:1 wyjazdowym meczu z İstanbul Başakşehir. W Kasımpaşa grał do 2020 roku.
W 2020 roku Pavelka wrócił do Sparty Praga. W sezonie 2020/2021 został z nim wicemistrzem Czech.
| Sezon   | Klub           | Kraj   | Rozgrywki | Mecze | Gole |
| ------- | -------------- | ------ | --------- | ----- | ---- |
| 2009/10 | Sparta Praga B | Czechy | II liga   | 1     | 0    |
| 2010/11 | Sparta Praga B | Czechy | II liga   | 22    | 4    |
| 2010/11 | Sparta Praga   | Czechy | I liga    | 3     | 0    |
| 2011/12 | 1. FC Slovácko | Czechy | I liga    | 22    | 4    |
| 2012/13 | Sparta Praga   | Czechy | I liga    | 7     | 1    |
| 2012/13 | Slovan Liberec | Czechy | I liga    | 13    | 2    |
| 2013/14 | Slovan Liberec | Czechy | I liga    | 29    | 8    |
| 2014/15 | Slovan Liberec | Czechy | I liga    | 20    | 3    |
| 2015/16 | Slovan Liberec | Czechy | I liga    | 14    | 2    |
| 2015/16 | Kasımpaşa SK   | Turcja | Süper Lig | 9     | 0    |
| 2016/17 | Kasımpaşa SK   | Turcja | Süper Lig | 25    | 2    |
| 2017/18 | Kasımpaşa SK   | Turcja | Süper Lig | 32    | 0    |
| 2018/19 | Kasımpaşa SK   | Turcja | Süper Lig | 28    | 1    |
| 2019/20 | Kasımpaşa SK   | Turcja | Süper Lig | 10    | 0    |
| 2020/21 | Kasımpaşa SK   | Turcja | Süper Lig | 4     | 0    |
| 2020/21 | Sparta Praga   | Czechy | I liga    | 25    | 2    |
| 2021/22 | Sparta Praga   | Czechy | I liga    | 28    | 4    |

## Kariera reprezentacyjna
W 2012 roku Pavelka grał w reprezentacji Czech U-21. W dorosłej reprezentacji Czech zadebiutował 3 września 2015 w wygranym 2:1 meczu eliminacji do Euro 2016 z Kazachstanem, rozegranym w Pilźnie.